# Thelonious Monk Plays the Music of Duke Ellington
Thelonious Monk Plays the Music of Duke Ellington ist ein Album von Thelonious Monk. Die Aufnahmen, die am 21. und 27. Juli 1955 im Studio von Rudy Van Gelder in Hackensack, New Jersey entstanden waren, erschienen im Februar 1956 als Langspielplatte bei Riverside Records und in um drei Titel erweiterter Form 1996 als Compact Disc.

## Hintergrund
Monks Ellington-Album war die erste Aufnahme für das Riverside-Label. Die Produzenten Keepnews und Bill Grauer dachten, dass Monks erste LPs ein breiteres Publikum erreichen würden, wenn er darauf nicht seine eigene Musik präsentieren würde, und schlugen ihm dementsprechend vor, ein reines Duke-Ellington-Album aufzunehmen. Als Riverside das Album 1958 neu auflegte, wurde der Titel von Thelonious Monk Plays the Music of Duke Ellington in Thelonious Monk Plays Duke Ellington geändert und das Cover durch Henri Rousseaus Gemälde Repast of the Lion (ca. 1907) ersetzt.
„Solitude“ ist ein unbegleitetes Klaviersolo Monks.

## Titelliste

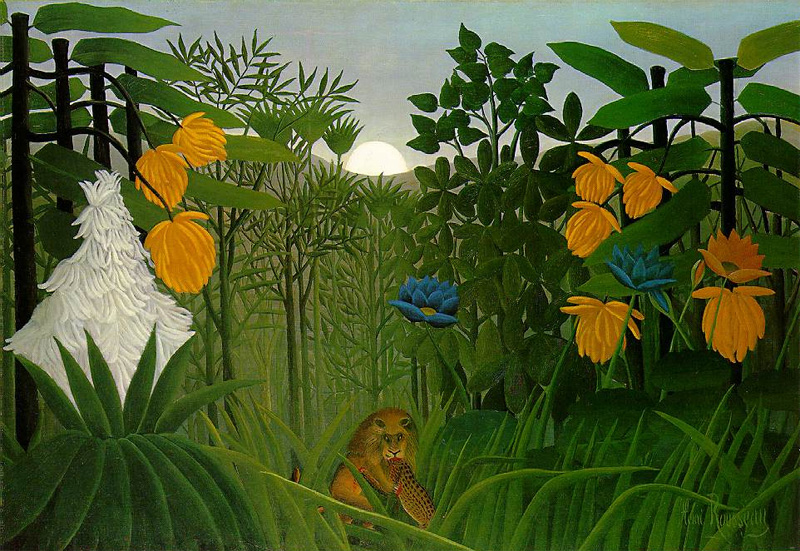
Henri Rousseau: The Repast of the Lion (Metropolitan Museum of Art)

- Thelonious Monk Plays the Music of Duke Ellington (Riverside Records – RLP 12-201)[2]

A1 It Don’t Mean a Thing If It Aint Got That Swing (Ellington, Mills) 4:30

A2 Sophisticated Lady (Ellington) 4:16

A3 I Got It Bad and That Ain’t Good (Ellington, Ben Webster) 5:40

A4 Black and Tan Fantasy (Rubber Miley, Ellington) 3:14
B1 Mood Indigo (Barney Bigard, Ellington, Mills) 3:03

B2 I Let a Song Go Out of My Heart (Ellington, Henry Nemo, Mills, John Redmond) 5:27

B3 Solitude (Ellington, Eddie DeLange, Mills) 3:33

B4 Caravan (Ellington, Mills, Juan Tizol) 5:42

## Rezeption
Lindsay Planer meinte in AllMusic, „Die Delikatesse und die von Natur aus komplizierten Melodien, für die Duke Ellington am besten bekannt ist, passen perfekt zu Monks eckigen und progressiven Interpretationen.“
Sean Murphy schrieb in Pop Matters (2007), für den Monk-Einsteiger sei es ein herausragendes Album und gelte tendenziell als übersehenes Juwel in der Monk-Diskographie, da es zwischen seinen früheren Aufnahmen auf Genius of Modern Music und der Mitte der 1950er bis Mitte der 1960er Jahre entstandenen Arbeit liege, als er seine beständigsten Alben machte. An der Oberfläche könnten Ellington und Monk unterschiedlicher nicht sein; in Bezug auf Persönlichkeit, Stil und was als „universelle Anziehungskraft“ bezeichnet werden könnte. Das Verständnis, dass die Dinge, die Monk zu seinen eigenen Bedingungen getan hat, jetzt Vergleiche mit Ellington anziehen – zumindest in Bezug auf Einfluss und Erkennungsmelodien, die routinemäßig als Standards aufgeführt werden – spricht Bände.
Nach Ansicht von Thomas Fitterling beschränkte sich die Themenauswahl „auf populäre, in der Struktur konventionelle Ellington-Songs. Monk geht sie eher themenveriierend als harmonienexplorierend an.“ Monk lasse Pettiford, dem Basspionier und zeitweiligen Mitglied des Ellington-Orchesters, großen Spielraum für Soli; aber auch diese hielten sich recht eng an die Vorlage. Clarkes Rolle sei ganz auf zurückhaltende Besenarbeit angelegt.